# Список наград и номинаций Билли Айлиш
Американская певица и автор песен Билли Айлиш является обладательницей нескольких наград, включая три награды от MTV Video Music Awards. Она также побила два рекорда Книги рекордов Гиннесса за свою карьеру.
Билли Айлиш стала главной победительницей 62-й церемонии вручения премии «Грэмми» 2020 года. Всего певица получила шесть номинаций, и в пяти из них одержала победу: «Песня года», «Лучший новый исполнитель», «Запись года», «Альбом года» и «Лучший вокальный поп-альбом». Причем, певица унесла со сцены все награды, которые входят в «большую четвёрку». В 2022 году заполучила статуэтку «Оскар» в номинации «Лучшая песня» за «No Time to Die».

## Оскар
| Год  | Номинируемая работа    | Категория             | Результат | Ист.        |
| ---- | ---------------------- | --------------------- | --------- | ----------- |
| 2022 | «No Time to Die»       | Лучшая песня к фильму | Победа    | [ 1 ]       |
| 2024 | «What Was I Made For?» | Лучшая песня к фильму | Победа    | [ 2 ] [ 3 ] |

## ARIA Music Awards
Австралийская ассоциация звукозаписывающих компаний Music Awards (ARIA) впервые была проведена в 1987 году в Сиднее.
| Год  | Номинируемая работа | Категория                   | Результат | Ист.  |
| ---- | ------------------- | --------------------------- | --------- | ----- |
| 2019 | Билли Айлиш         | Лучший международный артист | Номинация | [ 4 ] |

## ASCAP
Американское общество композиторов, авторов и издателей награждает своих лучших участников серией ежегодных премий в семи различных музыкальных категориях: поп, ритм и соул, кино и телевидение, Латинская, кантри, христианская и концертная музыка.

### ASCAP Pop Music Awards
| Год  | Номинируемая работа             | Категория       | Результат | Ист.  |
| ---- | ------------------------------- | --------------- | --------- | ----- |
| 2019 | Билли Айлиш & Финнеас О’Коннелл | Премия Авангард | Победа    | [ 5 ] |

## BBC Radio 1’s Teen Awards
BBC Radio 1 Teen Awards присуждает награды в области музыки, телевидения, игр и социальных сетей.
| Год  | Номинируемая работа | Категория                                | Результат | Ист.  |
| ---- | ------------------- | ---------------------------------------- | --------- | ----- |
| 2018 | Билли Айлиш         | Лучшая звезда социальных сетей           | Номинация | [ 6 ] |
| 2019 | Билли Айлиш         | Лучший международный сольный исполнитель | Победа    | [ 7 ] |
| 2019 | «Bad Guy»           | Лучший сингл                             | Победа    | [ 8 ] |

## BreakTudo Awards
BreakTudo Awards (обычно сокращенно BTDAs) — бразильская премия, которая проводится каждый год в Бразилии. Награды отмечают самые большие достижения года в музыке, кино, телевидении, бразильском интернете и многое другое, голосование проходит через интернет.
| Год  | Номинируемая работа                      | Категория                            | Результат | Ист.   |
| ---- | ---------------------------------------- | ------------------------------------ | --------- | ------ |
| 2018 | Билли Айлиш                              | Новый международный артист           | Номинация | [ 9 ]  |
| 2019 | Билли Айлиш                              | Международная исполнительница        | Номинация | [ 10 ] |
| 2019 | «Bad Guy»                                | Международное музыкальное видео года | Номинация | [ 10 ] |
| 2019 | When We All Fall Asleep, Where Do We Go? | Альбом Года                          | Номинация | [ 10 ] |

## Clio Awards
Clio Awards — ежегодная программа наград, которая признаёт инновации и творческий потенциал в области рекламы, дизайна и коммуникации, оцениваемые международной группой профессионалов в области рекламы.
| Год  | Номинируемая работа                 | Категория                                | Результат | Ист.   |
| ---- | ----------------------------------- | ---------------------------------------- | --------- | ------ |
| 2019 | «When the Party’s Over»             | Музыкальное видео                        | Победа    | [ 11 ] |
| 2019 | Опыт Билли Айлиш (Spotify In-House) | Дизайн                                   | Победа    | [ 12 ] |
| 2019 | «Share Your Gifts»                  | От 61 секунды до пяти минут — Clio Grand | Победа    | [ 13 ] |

## Danish Music Awards
Danish Music Awards, ранее известная как Dansk Grammy, является церемонией вручения музыкальной премии IFPI Danmark с 1989 года.
| Год  | Номинируемая работа                      | Категория              | Результат | Ист.   |
| ---- | ---------------------------------------- | ---------------------- | --------- | ------ |
| 2019 | When We All Fall Asleep, Where Do We Go? | Зарубежный альбом года | Победа    | [ 14 ] |

## GAFFA Awards

### Sweden GAFFA Awards
Вручаемая с 2010 года, премия GAFFA Awards (шведский: GAFFA Priset) — шведская премия, которой награждаются популярные музыканты, присуждаемую одноимённым журналом.
| Год  | Номинируемая работа | Категория                       | Результат | Ист.   |
| ---- | ------------------- | ------------------------------- | --------- | ------ |
| 2019 | Билли Айлиш         | Лучший иностранный новый артист | Победа    | [ 15 ] |

## Grammy awards
| Премия        | Год  | Номинируемая работа                      | Категория                     | Итог      | Ист.   |
| ------------- | ---- | ---------------------------------------- | ----------------------------- | --------- | ------ |
| Grammy Awards | 2020 | When We All Fall Asleep, Where Do We Go? | Лучший альбом года            | Победа    | [ 16 ] |
| Grammy Awards | 2020 | When We All Fall Asleep, Where Do We Go? | Лучший вокальный поп-альбом   | Победа    | [ 16 ] |
| Grammy Awards | 2020 | «Bad Guy»                                |                               |           | [ 16 ] |
| Grammy Awards | 2020 | Лучшая запись года                       | Победа                        |           | [ 16 ] |
| Grammy Awards | 2020 | Лучшая песня года                        | Победа                        |           | [ 16 ] |
| Grammy Awards | 2020 | Лучшее сольное поп-исполнение            | Номинация                     |           | [ 16 ] |
| Grammy Awards | 2020 | Билли Айлиш                              | Лучший новый исполнитель      | Победа    | [ 16 ] |
| Grammy Awards | 2022 | Happier Than Ever                        | Лучшая запись года            | Номинация | [ 17 ] |
| Grammy Awards | 2022 | Happier Than Ever                        | Лучший альбом года            | Номинация | [ 17 ] |
| Grammy Awards | 2022 | Happier Than Ever                        | Лучшая песня года             | Номинация | [ 17 ] |
| Grammy Awards | 2022 | Happier Than Ever                        | Лучший вокальный поп-альбом   | Номинация | [ 17 ] |
| Grammy Awards | 2022 | Happier Than Ever                        | Лучшее музыкальное видео      | Номинация | [ 17 ] |
| Grammy Awards | 2022 | Happier Than Ever                        | Лучшее сольное поп-исполнение | Номинация | [ 17 ] |

## Книга рекордов Гиннесса
Книга рекордов Гиннесса — справочник, издаваемый ежегодно, содержащий коллекцию мировых рекордов, как достижений человека, так и крайностей природного мира.
| Год  | Номинируемая работа | Категория                                                                    | Результат | Ист.   |
| ---- | ------------------- | ---------------------------------------------------------------------------- | --------- | ------ |
| 2020 | Билли Айлиш         | Самая молодая исполнительница под номером 1 в альбомном чарте Великобритании | Победа    | [ 18 ] |
| 2020 | Билли Айлиш         | Большинство одновременно находящихся синглов в US Hot 100 от женщины         | Победа    | [ 19 ] |

## iHeartRadio

### iHeartRadio Much Music Video Awards
iHeartRadio Much Music Video Awards (ранее известная как MuchMusic Video Awards) — ежегодная награда, вручаемая канадским телеканалом Much в честь лучших музыкальных клипов года.
| Год  | Номинируемая работа | Категория           | Результат | Ист.   |
| ---- | ------------------- | ------------------- | --------- | ------ |
| 2018 | Билли Айлиш         | Fan Fave New Artist | Номинация | [ 20 ] |

### iHeartRadio Music Awards
iHeartRadio Music Awards — музыкальное шоу, в котором отбирают музыку, проигрываемую в течение года на радиостанциях iHeartMedia по всей стране и на iHeartRadio, цифровой музыкальной платформе iHeartMedia.
| Год  | Номинируемая работа | Категория                                   | Результат | Ист.   |
| ---- | ------------------- | ------------------------------------------- | --------- | ------ |
| 2019 | Билли Айлиш         | Лучший новый рок/альтернативный исполнитель | Номинация | [ 21 ] |

## LOS40 Music Awards
LOS40 Music Awards — ежегодная премия, учреждённая в 2006 году испанским музыкальным радио Los 40 Principales.
| Год  | Номинируемая работа                      | Категория                         | Результат | Ист.   |
| ---- | ---------------------------------------- | --------------------------------- | --------- | ------ |
| 2019 | Билли Айлиш                              | Лучший международный новый артист | Номинация | [ 22 ] |
| 2019 | When We All Fall Asleep, Where Do We Go? | Лучший международный альбом       | Победа    | [ 22 ] |
| 2019 | «Bad Guy»                                | Лучшее международное видео        | Победа    | [ 22 ] |

## MTV

### MTV Europe Music Awards
MTV Europe Music Awards проводится ежегодно компанией MTV Europe с 1994 года.
| Год  | Номинируемая работа | Категория                  | Результат | Ист.          |
| ---- | ------------------- | -------------------------- | --------- | ------------- |
| 2019 | «Bad Guy»           | Лучшая песня               | Победа    | [ 23 ] [ 24 ] |
| 2019 | «Bad Guy»           | Лучшее видео               | Номинация | [ 23 ] [ 24 ] |
| 2019 | Билли Айлиш         | Лучший новый артист        | Победа    | [ 23 ] [ 24 ] |
| 2019 | Билли Айлиш         | Лучший push артист         | Победа    | [ 23 ] [ 24 ] |
| 2019 | Билли Айлиш         | Наибольшая фан-база        | Номинация | [ 23 ] [ 24 ] |
| 2019 | Билли Айлиш         | Лучший американский артист | Победа    | [ 23 ] [ 24 ] |

### MTV Millennial Awards
MTV Millennial Awards (обычно сокращенно MIAW) — ежегодная программа латиноамериканских музыкальных премий, представленная кабельным каналом MTV Латинской Америки в честь лучших представителей латинской музыки и цифрового мира поколения миллениума.
| Год  | Номинируемая работа | Категория              | Результат | Ист.   |
| ---- | ------------------- | ---------------------- | --------- | ------ |
| 2019 | Билли Айлиш         | Глобальный инстаграмер | Номинация | [ 25 ] |
| 2019 | «Bad Guy»           | Мировой хит            | Победа    | [ 25 ] |

### MTV Video Music Awards
MTV Video Music Award — награда, вручаемая кабельным каналом MTV в честь лучших в области музыкального видео.
| Год  | Номинируемая работа     | Категория                  | Результат | Ист.   |
| ---- | ----------------------- | -------------------------- | --------- | ------ |
| 2019 | Билли Айлиш             | Артист года                | Номинация | [ 26 ] |
| 2019 | Билли Айлиш             | Лучшее видео дебютанта     | Победа    | [ 26 ] |
| 2019 | Билли Айлиш             | Push артист года           | Победа    | [ 26 ] |
| 2019 | «Bad Guy»               | Лучшее видео года          | Номинация | [ 26 ] |
| 2019 | «Bad Guy»               | Лучшее поп-видео           | Номинация | [ 26 ] |
| 2019 | «Bad Guy»               | Лучший режиссёр            | Номинация | [ 26 ] |
| 2019 | «Bad Guy»               | Лучший монтаж              | Победа    | [ 26 ] |
| 2019 | «Bad Guy»               | Песня лета                 | Номинация | [ 26 ] |
| 2019 | «When the Party’s Over» | Лучшие визуальные эффекты  | Номинация | [ 26 ] |
| 2019 | «Hostage»               | Лучшая операторская работа | Номинация | [ 26 ] |

### MTV Video Music Awards Japan
MTV Video Music Awards Japan была учреждена в 2002 году для награждения музыкальных клипов японских и международных исполнителей.
| Год  | Номинируемая работа | Категория                           | Результат | Ист.   |
| ---- | ------------------- | ----------------------------------- | --------- | ------ |
| 2019 | «Bad Guy»           | Best New International Artist Video | Победа    | [ 27 ] |
| 2019 | «Bad Guy»           | Видео года                          | Номинация | [ 27 ] |

## Nickelodeon Choice Awards

### Nickelodeon Kids’ Choice Awards Abu Dhabi
Nickelodeon Kids’ Choice Awards Abu Dhabi — ежегодное шоу наград, в котором награждают артистов призом дирижабля. Первый выпуск состоялся впервые в 2019 году.
| Год  | Номинируемая работа | Категория                          | Результат | Ист.   |
| ---- | ------------------- | ---------------------------------- | --------- | ------ |
| 2019 | Билли Айлиш         | Любимая международная знаменитость | Победа    | [ 28 ] |

### Nickelodeon Kids’ Choice Awards
Nickelodeon Kids’ Choice Awards — ежегодное шоу церемонии вручения американских детских наград, которое производится компанией Nickelodeon.
| Год  | Номинируемая работа | Категория                | Результат | Ист.   |
| ---- | ------------------- | ------------------------ | --------- | ------ |
| 2019 | Билли Айлиш         | Любимый прорывной артист | Победа    | [ 29 ] |

## NRJ Music Awards
NRJ Music Awards была учреждена в 2000 году французской радиостанцией NRJ в честь лучших представителей французской и мировой музыкальной индустрии.
| Год  | Номинируемая работа | Категория                 | Результат | Ист.   |
| ---- | ------------------- | ------------------------- | --------- | ------ |
| 2019 | Билли Айлиш         | Международный прорыв года | Победа    | [ 30 ] |
| 2019 | «Bad Guy»           | Видео года                | Номинация | [ 30 ] |

## People’s Choice Awards
People’s Choice Awards — американское шоу наград, признающее людей и работу популярной культуры, проголосованное широкой публикой.
| Год  | Номинируемая работа                      | Категория                   | Результат | Ист.   |
| ---- | ---------------------------------------- | --------------------------- | --------- | ------ |
| 2019 | Билли Айлиш                              | Исполнительница 2019 года   | Победа    | [ 31 ] |
| 2019 | «Bad Guy»                                | Песня 2019 года             | Победа    | [ 31 ] |
| 2019 | «Bad Guy»                                | Музыкальное видео 2019 года | Номинация | [ 31 ] |
| 2019 | When We All Fall Asleep, Where Do We Go? | Альбом 2019 года            | Победа    | [ 31 ] |

## Q Awards
Q Award — ежегодная музыкальная премия Великобритании, проводимая музыкальным журналом Q в честь музыкального совершенства.
| Год  | Номинируемая работа                      | Категория                    | Результат | Ист.   |
| ---- | ---------------------------------------- | ---------------------------- | --------- | ------ |
| 2019 | Билли Айлиш                              | Лучший сольный исполнитель   | Номинация | [ 32 ] |
| 2019 | Билли Айлиш                              | Лучший артист в мире сегодня | Номинация | [ 32 ] |
| 2019 | «Bad Guy»                                | Лучшая композиция            | Номинация | [ 32 ] |
| 2019 | When We All Fall Asleep, Where Do We Go? | Лучший альбом                | Номинация | [ 32 ] |

## Rockbjörnen
Rockbjörnen — музыкальная премия в Швеции, разделённая на несколько категорий, которая ежегодно присуждается газетой Aftonbladet. Премия была впервые присуждена в 1979 году, и в основном сосредоточена на поп и рок.
| Год  | Номинируемая работа | Категория              | Результат | Ист.   |
| ---- | ------------------- | ---------------------- | --------- | ------ |
| 2019 | «Bad Guy»           | Иностранная песня года | Номинация | [ 33 ] |

## Rolling Stone

### International Music Awards
Rolling Stone Germany International Music Awards отмечает лучшее из музыки. Победителей выбирают артисты и эксперты. Первое издание должно состояться в 2019 году.
| Год  | Номинируемая работа | Категория | Результат | Ист.   |
| ---- | ------------------- | --------- | --------- | ------ |
| 2019 | Билли Айлиш         | Новичок   | Победа    | [ 34 ] |

## TEC Awards
TEC Awards — ежегодная программа, признающая достижения профессионалов в области аудио. Награды присуждаются в честь технически инновационных продуктов, а также компаний и частных лиц, которые преуспели в области звука для телевидения, кино, звукозаписи и концертов.
| Год  | Номинируемая работа | Категория                                                                    | Результат | Ист.   |
| ---- | ------------------- | ---------------------------------------------------------------------------- | --------- | ------ |
| 2020 | «Bad Guy»           | Выдающееся творческое достижение — музыкальное продюсирование/сингл или трек | Победа    | [ 35 ] |

## Teen Choice Awards
Teen Choice Awards — ежегодное шоу наград, которое транслируется в телевизионной сети Fox.
| Год  | Номинируемая работа | Категория             | Результат | Ист.   |
| ---- | ------------------- | --------------------- | --------- | ------ |
| 2019 | Билли Айлиш         | Исполнитель — девушка | Победа    | [ 36 ] |
| 2019 | Билли Айлиш         | Прорывной исполнитель | Победа    | [ 36 ] |

## UK Music Video Awards
UK Music Video Awards — ежегодный праздник творчества, технического совершенства и инноваций в области музыкального видео и движущегося изображения для музыки.
| Год  | Номинируемая работа     | Категория                        | Результат | Ист.   |
| ---- | ----------------------- | -------------------------------- | --------- | ------ |
| 2019 | «When the Party’s Over» | Лучшее поп-видео — международное | Номинация | [ 37 ] |